# Quill Creek (Kathleen River)
Der Quill Creek ist ein etwa 21 km langer linker Nebenfluss des Kathleen River im kanadischen Yukon-Territorium.

## Verlauf
Der Quill Creek entsteht in der Auriol Range auf einer Höhe von etwa 1200 m am Zusammenfluss zweier namenloser Quellflüsse. Der Oberlauf des Quill Creek wird von mehreren kleineren Gletschern gespeist. Der Quill Creek fließt in ostnordöstlicher Richtung durch das Gebirge. Nach 1,4 km trifft ein größerer Nebenfluss von Süden kommend auf den Quill Creek. Letzterer verlässt nach 6,5 Kilometern Fließstrecke das Bergland und erreicht eine weiter östlich gelegene Niederung. Der Quill Creek setzt seinen Lauf in Richtung Ostnordost fort. 11,5 km südsüdöstlich von Haines Junction bei Flusskilometer 7,5 kreuzt der Yukon Highway 3 (Haines Highway) den Flusslauf. Der Quill Creek mündet schließlich auf einer Höhe von etwa 680 m in den nach Norden strömenden Kathleen River. Der Quill Creek entwässert ein Areal von etwa 124 km².